# Paul Wolfowitz
Paul Dundes Wolfowitz (nascut el 1943), va ser subsecretari del Ministeri de Defensa dels EUA entre 2001 i 2005, durant el govern de George W. Bush i president del Banc Mundial des de l'1 de juny de 2005 fins a l'1 de juliol de 2007.

## Biografia
Paul Wolfowitz és fill del matemàtic jueu Jacob Wolfowitz, que tot i que va néixer a Polònia, va immigrar als EUA l'any 1920 amb només deu anys.
Nascut el 22 de desembre de 1943 a Nova York, Paul Wolfowitz va estudiar, en primer lloc, i per obligació, la carrera de física i química, i més tard va llicenciar-se en ciències polítiques a la Universitat de Chicago. Des de llavors, se'l considera políticament trotskista.
A la Universitat de Cornell, on ensenyava el seu pare, Paul Wolfowitz va conèixer el professor Allan Bloom, un dels deixebles del teòric Leo Strauss i referent dels neoconservadors.
Amb Bloom, Wolfowitz es va convertir en deixeble de Strauss, negant la filosofia del relativisme, que per aquella època, la dècada dels 60, estava de moda. D'aquesta forma va negar també la "legitimitat universal dels valors americans i es va adaptar a la tirania".
A la Universitat de Chicago Wolfowitz va redactar una tesi sobre el perill de proliferació nuclear a l'Orient Mitjà.
El 1972, Wolfowitz es va obrir pas en l'administració federal americana. Se'l podria trobar rodejat tant de demòcrates i de Dean Acheson, com de republicans. S'oposà des del principi a la realpolitik de Henry Kissinger i va entrar al Pentàgon en 1977 sota l'administració de Jimmy Carter.
A partir d'aquest moment va destacar el factor d'inestabilitat regional causat per l'Iraq de Saddam Hussein, mentre que el govern de Carter donava estabilitat a l'Iran de l'aiatol·là Khomeiny.
Defraudat per l'administració de Jimmy Carter, el demòcrata Wolfowitz va acollir amb entusiasme la victòria del Ronald Reagan al novembre de 1980, doncs, segons ell, personificava millor el seu ideal democràtic.
Entre 1982 i 1985, durant el govern de Reagan, va ser nomenat vicesecretari d'Estat per a assumptes de l'Est asiàtic i el Pacífic. En aquest càrrec organitzà la transició política de les Filipines després del derrocament de Ferdinand Marcos, antic aliat dels EUA.
El 1986, va ser nomenat ambaixador d'Indonèsia, on es va obrir a la civilització islàmica.
Del 1989 al 1993, sota la direcció de Dick Cheney, va exercir com a subsecretari de defensa, càrrec des del qual elaborà una nova definició d'estratègia i organització militar americana després de la fi de la Guerra Freda.
El 1991, Paul Wolfowitz va organitzar el finançament de la guerra del Golf i va arribar a convèncer Israel de no intervenir militarment, per tal de mantenir així la coherència interna de la coalició composta per nombrosos països àrabs. També va predicar, tot i que sense èxit, l'honradesa cap als xiïtes del sud i els kurds del nord de l'Iraq, grup que el govern americà va empènyer a rebel·lar-se contra Saddam Hussein.
Durant la presidència de Bill Clinton, Paul Wolfowitz va ser degà de l'Escola d'Estudis Internacionals Avançats de la Universitat Johns Hopkins a Washington DC del 1994 l'any 2001.

### El seu paper en l'administració Bush
Al febrer de 2001, George W. Bush el nomenà secretari de Defensa Adjunt, sota les ordres de Donald Rumsfeld. Des d'aquest càrrec, i des dels atemptats de l'11 de setembre del 2001, va donar suport enèrgicament a la caiguda del règim de Saddam Hussein i de la invasió militar de l'Iraq.
Catalogat com un dels neoconservadors més radicals, s'encarregà de trobar les justificacions jurídiques de la invasió de l'Iraq, i se'l considerà com el principal responsable dels desacords dins de l'exèrcit americà, en particular, en la seva recerca de les armes de destrucció massiva.
El 2002, davant dels partidaris d'Ariel Xaron durant una reunió pública a Washington DC, va reconèixer, entre escridassades, els sofriments a què el per al poble palestí s'havia vist sotmès sota l'ocupació israeliana.
El 26 d'octubre de 2003, durant una visita a Bagdad, es va lliurar per ben poc de patir un atemptat. Una trentena de coets van ser llançats contra l'hotel Al Rachid, en el que ell s'allotjava. Un coronel americà va resultar mort durant aquest atac i unes altres disset persones resultaren ferides. Paul Wolfowitz va sortir il·lès.
El gener de 2005, es va comprometre personalment en el desplegament d'ajuda americana a les víctimes del tsunami del 26 de desembre de 2004, en particular en Indonèsia.

### El seu paper al Banc Mundial
El març de 2005, George W. Bush, per tal d'allunyar-lo de la seva administració, li va oferir la presidència del Banc Mundial (per regla general, els Estats Units són els que el gestionen quan els europeus gestionen el Fons Monetari Internacional).
Amb l'acceptació d'aquest càrrec, Paul Wolfowitz elaborà una llista de països en vies de desenvolupament que s'havien d'afavorir, entre els quals donà prioritat a l'Àfrica.
Paul Wolfowitz gestionà, el gener de 2006, una crisi amb el president txadià per l'assumpte de la devolució dels ingressos provinents del petroli.
Al maig de 2007 Paul Wolfowitz va dimitir de la presidència del Banc Mundial en mig d'un escàndol de corrupció per haver ascendit i augmentat el sou fins a 193.590 $ americans lliures d'impostos a la seva xicota. Fou succeït per Robert Zoellick.

### Vida familiar
Paul Wolfowitz es va separar el 2002 de la seva dona Clare, brillant antropòloga, especialista en Indonèsia. Amb ella va tenir tres fills. Actualment viu amb Shaha Ali Riza, una feminista britànica d'origen tunisià, que treballa pels drets de les dones àrabs al Banc Mundial.